# Изчезване на „Боинг 727“ на „Фосет Перу“ през 1990 г.
На 11 септември 1990 г. „Боинг 727“ на „Фосет Перу“ изчезва в район над Атлантическия океан на приблизително 290 км югоизточно от Кейп Рейс, Нюфаундленд, Канада. Самолетът се връща от Малта до Перу, след като е отдаден под наем на „Еър Малта“ и има шестима членове на екипажа на борда, както и десет пътници, някои от тях служители на авиокомпанията и техните семейства. Записите показват, че на борда има общо 16 души, когато изчезва. Последният контакт с екипажа е съобщение за помощ на височина от 3000 м, в което се посочва, че горивото на самолета свършва и че се готвят да се приводнят. По това време самолетът е на стотици километри извън курса. Нищо повече не е чуто от полета.
Последното известно местоположение на самолета е на около 400 км югоизточно от град Сейнт Джонс, Нюфаундленд, и 290 км югоизточно от Нюфаундленд в най-близката му точка. Това предполага, че самолетът несъзнателно се отклонява от курса, защото това е далеч от планирания маршрут до Гандер. Часове след изчезването канадските въоръжени сили започват търсене, в което са включени хеликоптери, самолети, разрушители и различни кораби, уловени са и „необичайни сигнали“. Предполага се, че самолетът е приводнен, защото е пригоден да издържи кацане в морето и да плава в продължение на няколко часа. Въпреки издирването не са открити следи от полета и хората на борда, приема се, че никой не оцелялява след приводняването.
Говорител на транспорта в Канада заявява, че самолетът е извън курса по време на последния контакт и е „изгубен“ по време на пътуването, а причината не може да бъде установена. Длъжностни лица от Съвета за безопасност на транспорта на Канада смятат, че самолетът наистина е приводнен в морето. Разследване от перуанското правителство продължава от януари 1991 г., но резултатите от него са неизвестни. Инцидентът е приписан на лошо пилотно планиране. Историята за самолета се появява отново след изчезването на друг пътнически самолет през 2014 г., полет 370 на „Малайзия Еърлайнс“, който изчезва с 239 пътници на борда и най-вероятно се разбива в Индийския океан.